# 長命斜

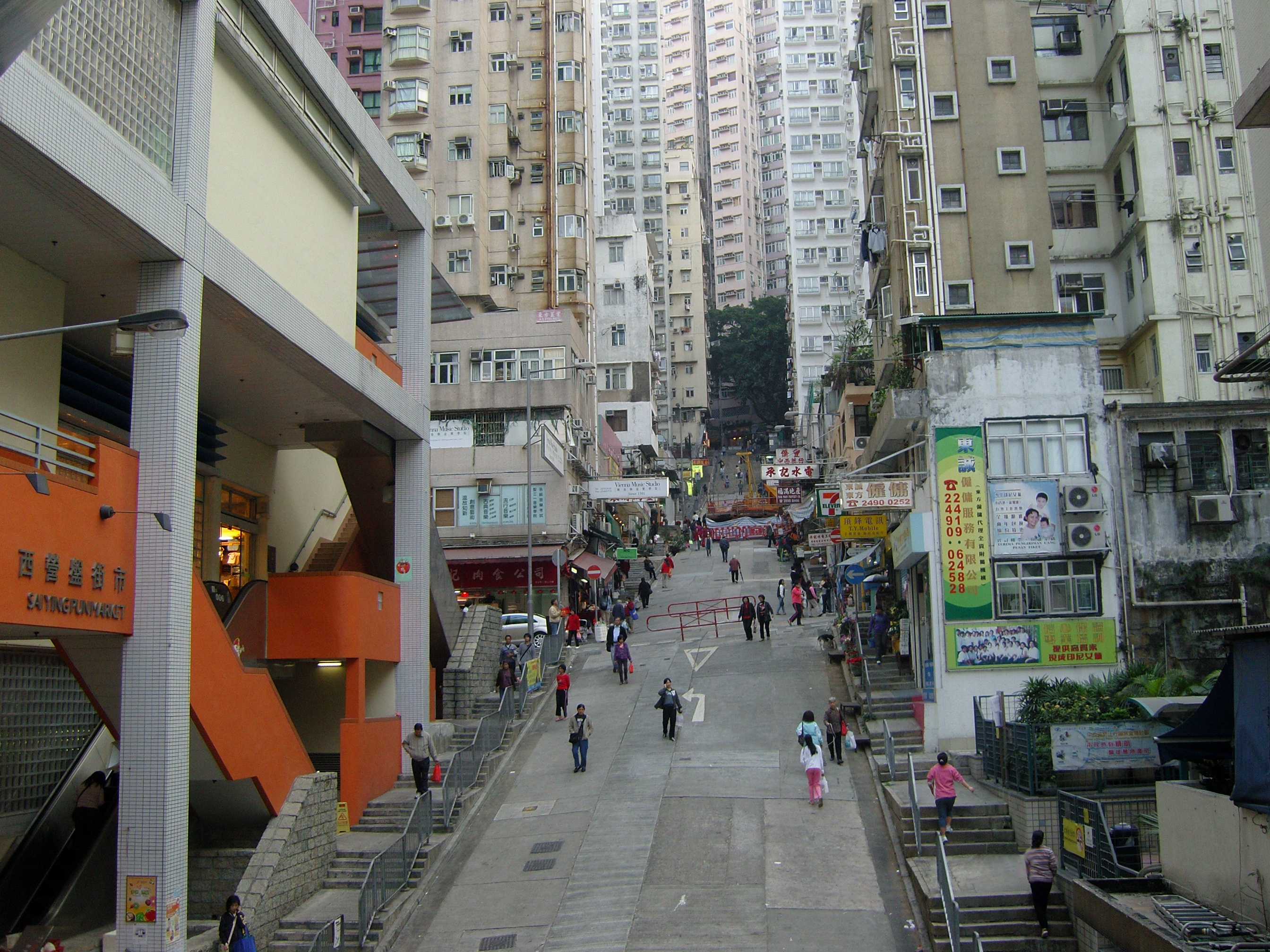
西營盤正街是香港「長命斜」中最陡峭的道路之一，大部份路段不適合一般車輛行駛，只供行人使用，因此被封閉作緊急車輛通道。

長命斜即是大斜路，是一個香港俚語，泛指香港又長又斜的道路，會對駕駛車輛構成風險。部份路段更嚴禁除緊急車輛以外的所有車輛行駛，例如香港島西營盤正街。

## 成因
香港的地勢山多平地少，有不少社區要沿山而築，而新擴展的社區有不少要經過依山勢而建的道路才能抵達，所以香港境內有很多斜路，當中有不少更是車輛往來頻繁的主要道路。由於在這些斜度大的道路行車，需要較高的駕駛技術，也要較高的警覺度，特別是又斜、又長、又多彎的道路，一旦發生交通意外，經常會導致嚴重傷亡，這也是這些道路被稱為「長命斜」的原因。例如由柴灣道與大潭道交界至筲箕灣道落斜的一段柴灣道，因為過去發生多宗致命交通意外，而成為著名的長命斜。

## 安全設施
由於香港的長命斜過去發生多宗致命的嚴重交通意外，所以從1990年代起，政府對這些大斜路進行了改善工程，包括增加警告路牌，提示司機；增設交通燈位，使司機需要減速；在道路鋪設防滑鋼砂，防止輪胎打滑；設置照相機，追查超速或衝紅燈的車輛；加固防撞欄杆，避免失事車輛越過對面線或衝入行人路。少數過度陡峭、會對駕駛者構成嚴重危險的道路（例如西營盤正街，斜率1:4），更被永久封閉作緊急車輛通道，禁止一般車輛駛入。雖然有部分陡斜道路已增加安全設施，但嚴重的交通意外仍時有發生。

## 香港的長命斜
以下是香港部分長命斜的道路（當中很多位於香港島）：
- 西營盤
  - 正街（最高斜度1:4，為全港最斜之一）
  - 東邊街（最高斜度1:5）
  - 西邊街（最高斜度1:6）
  - 第三街（最高斜度1:6）
- 石塘咀
  - 山道
- 堅尼地城
  - 蒲飛路（最高斜度1:6）
- 中環
  - 卑利街(最高斜度1:4，為全港最斜之一）
  - 鴨巴甸街（最高斜度1:5）
  - 嘉咸街（最高斜度1:5）
  - 己連拿利（最高斜度1:5）
  - 奧卑利街（最高斜度1:6）
  - 花園道（曾發生嚴重交通意外）
  - 紅棉路
- 半山區
  - 卑利士道（最高斜度1:5）
  - 衛城道（最高斜度1:5）
  - 漢寧頓道（最高斜度1:5）
  - 舊山頂道（最高斜度1:6）
  - 雅賓利道（最高斜度1:6）
  - 馬己仙峽道
  - 波老道
  - 屋蘭士街
- 灣仔
  - 聖佛蘭士街（最高斜度1:6）
- 跑馬地
  - 樂活道（最高斜度1:6）
  - 山光道（最高斜度1:6）
  - 藍塘道（南段，最高斜度1:6）
  - 連道
- 北角
  - 繼園街（最高斜度1:6）
  - 炮台山道（最高斜度為1:8）
  - 長康街（曾發生嚴重交通意外）
  - 百福道（最高斜度1:8）
- 柴灣
  - 柴灣道（最高斜度為1:10，曾發生嚴重交通意外）
- 香港仔
  - 香港仔水塘道（香港仔大道至漁光道，最高斜度為1:5）
- 薄扶林
  - 薄扶林道（置富道至華富道，最高斜度為1:10）
- 九龍塘
  - 窩打老道北行近映月臺（前往獅子山隧道，斜度為1:8）
- 牛池灣
  - 清水灣道（彩雲邨至飛鵝山道入口段，最高斜度為1:8）
- 黃大仙
  - 沙田坳道（竹園道至慈雲山道段，最高斜度為1:5）
- 荃灣
  - 屯門公路終點（長命斜一直至麗城花園為止）
- 西貢
  - 西貢公路及新西貢公路（最高斜度為1:8，曾發生嚴重交通意外）
- 香港中文大學
  - 士林路（連接逸夫書院與本部一段）
- 東涌
  - 東涌道 （伯公坳一段）

## 外部連結
- 香港地方：道路及鐵路; 香港斜路 （页面存档备份，存于）